# Chronobiologie médicale
 (novembre 2021).
La mise en forme du texte ne suit pas les recommandations de Wikipédia : il faut le « wikifier ».
Les points d'amélioration suivants sont les cas les plus fréquents :
- Les titres sont pré-formatés par le logiciel. Ils ne sont ni en capitales, ni en gras.
- Le texte ne doit pas être écrit en capitales (les noms de famille non plus), ni en gras, ni en italique, ni en « petit »…
- Le gras n'est utilisé que pour surligner le titre de l'article dans l'introduction, une seule fois.
- L'italique est rarement utilisé : mots en langue étrangère, titres d'œuvres, noms de bateaux, etc.
- Les citations ne sont pas en italique mais en corps de texte normal. Elles sont entourées par des guillemets français : « et ».
- Les listes à puces sont à éviter, des paragraphes rédigés étant largement préférés. Les tableaux sont à réserver à la présentation de données structurées (résultats, etc.).
- Les appels de note de bas de page (petits chiffres en exposant, introduits par l'outil «  Source ») sont à placer entre la fin de phrase et le point final[comme ça].
- Les liens internes (vers d'autres articles de Wikipédia) sont à choisir avec parcimonie. Créez des liens vers des articles approfondissant le sujet. Les termes génériques sans rapport avec le sujet sont à éviter, ainsi que les répétitions de liens vers un même terme.
- Les liens externes sont à placer uniquement dans une section « Liens externes », à la fin de l'article. Ces liens sont à choisir avec parcimonie suivant les règles définies. Si un lien sert de source à l'article, son insertion dans le texte est à faire par les notes de bas de page.
- La présentation des références doit suivre les conventions bibliographiques. Il est recommandé d'utiliser les modèles {{Ouvrage}}, {{Chapitre}}, {{Article}}, {{Lien web}} et/ou {{Bibliographie}}. Le mode d'édition visuel peut mettre en forme automatiquement les références.
- Insérer une infobox (cadre d'informations à droite) n'est pas obligatoire pour parachever la mise en page.

Pour une aide détaillée, merci de consulter Aide:Wikification.
Si vous pensez que ces points ont été résolus, vous pouvez retirer ce bandeau et améliorer la mise en forme d'un autre article.
La chronobiologie, soit l’étude des rythmes biologiques dans l’organisme, joue un rôle important dans la santé humaine. Elle peut notamment être associée aux maladies, à la santé générale et au sommeil, ainsi qu’à la santé mentale.

## Maladies
La chronobiologie peut d’abord avoir des effets sur plusieurs maladies affectant les humains, notamment les maladies cardiaques. Par exemple, on observe des rythmes circadiens marqués dans les symptômes des patients atteints de cardiopathies ischémiques (IHD), un groupe de maladies résultant d’une diminution d’apport en oxygène au cœur. Ces maladies regroupent autant l’angine que des événements cardiaques mortels comme l’infarctus aigu du myocarde (AMI) (Blais et Rochette, 2015). Par contre, dans tous les cas, les mécanismes associés présentent tous des variations temporelles sur 24 heures (Portaluppi et Lemmer, 2007). En effet, chez 94 patients diurnes atteints d’une IHD non traitée, le nombre d’épisodes d’angine a été étudié en fonction du temps. Ces épisodes sont causés par des dépressions du segment S-T dans l’activité électrique du cœur, symptômes caractéristiques des IHD. Les résultats ont montré que les événements se produisaient surtout à 8h00 le matin et vers 22h00 à l’heure du coucher. Les mêmes résultats sont observés lorsqu’on étudie les patterns temporels des infarctus aigus du myocarde, où la fréquence de ceux-ci est également supérieure dans les premières heures du matin. Ces rythmes temporels seraient associés à la pression sanguine, la fréquence cardiaque, les hormones causant la vasoconstriction et aux nombreux autres mécanismes qui subissent une augmentation soudaine en matinée. Chez le rat, les rythmes cardiovasculaires sont régulés par des horloges centrales du noyau suprachiasmatique de l’hypothalamus, car ils persistent en conditions de libre cours, c’est-à-dire lorsqu’il n’y a aucun signal environnemental tel la lumière ou la noirceur. Chez l’humain toutefois, ces tests n’ont pas été réalisés, alors il est impossible de dire si les augmentations observées le matin sont médiées par un rythme endogène associé à une horloge circadienne. Néanmoins, les patterns temporels restent très utiles pour traiter les maladies cardiovasculaires au moment le plus propice afin de prodiguer un traitement efficace (Portaluppi et Lemmer, 2007). 
Les maladies cardiaques ne sont pas le seul type de maladie affectée par les rythmes circadiens : le diabète de type 2 est un autre exemple. En effet, ceux-ci régulent directement l’homéostasie du glucose, alors si le gène Circadian locomotor output cycles kaput (CLOCK) est inactivé chez des souris Knock Out, on observe, entre autres, une hyperglycémie et une hypoinsulinémie. Si on inactive plutôt le gène Brain muscle ARNT-like 1 (BMAL1) dans les cellules bêta pancréatiques, les souris sont atteintes d’un diabète hypoinsulinique sévère (Leopold et Andreelli, 2017). Bref, les facteurs de transcription activateurs CLOCK et BMAL1, directement impliqués dans les rythmes circadiens, sont importants pour le maintien de la physiologie humaine. Sans eux, des débalancements peuvent mener à des maladies graves comme le diabète de type 2. On démontre donc encore une fois l’importance majeure des rythmes circadiens dans certaines maladies humaines. 

## Santé générale et sommeil
De plus, notre horloge biologique est composée d’une phase de veille et une phase de sommeil dont la durée varie selon l'âge de la personne et qui est dictée par les phases lumière-obscurité. Elle dicte donc notre notion du temps et, lorsque nous modifions ou jouons avec cette notion du temps, cela peut avoir des conséquences sur notre forme et notre énergie. C’est pourquoi, plusieurs études montrent que des petites actions dans notre quotidien en lien avec notre horloge biologique peuvent avoir un grand impact sur notre santé. Effectivement, cette horloge est très importante puisqu’elle régule notre sommeil et, si notre cycle de sommeil n’est pas adéquat, nous pouvons souffrir de fatigue, manque de vigilance, détérioration de l’humeur et des capacités cognitivo-motrices. Nous pouvons donc améliorer notre sommeil en contrôlant, par exemple, notre environnement physique comme la réduction des bruits ambiants ou bien dormir à une température ambiante de 19 à 22 degrés (Muzet, 2008). 
Nous pouvons aussi faire régulièrement de l'activité physique au cours de la journée puisqu’elle augmente le temps de sommeil total, diminue la latence d’endormissement, diminue les éveils durant le sommeil et augmente le sommeil lent profond (Senninger., 2012). Finalement, il est aussi important, pour la majorité des humains, d’avoir un cycle de sommeil la nuit puisqu’il a été prouvé que le travail de nuit (le sommeil de jour) peut avoir un grand impact sur notre santé puisqu’il vient bouleverser la synchronisation de notre horloge biologique. En effet, le travail de nuit peut causer des troubles d'insomnies, altération des performances de travail, diminution des capacités cognitives et de la vigilance (Gronfier, 2009). 

## Santé mentale
Les rythmes biologiques jouent un rôle important chez tous les êtres vivants, dont les humains et un dérèglement de l’horloge biologique chez l’humain peut avoir de lourdes conséquences sur la santé physique et mentale. La dépression saisonnière est un exemple, lorsque la période d’obscurité augmente à l’automne et à l’hiver, on voit ce phénomène de dépression périodique apparaître (Lam et al., 2001). Pour prouver que cette dépression est bien en lien avec le temps d’ensoleillement, la luminothérapie est généralement efficace pour traiter la dépression (Lam et al., 2001). Toutefois, le changement des saisons peut avoir plusieurs autres impacts sur la santé mentale des humains.
Une recherche a été effectuée sur le lien qu’il pourrait y avoir entre le mois de naissance d’un individu et l’impact que cela peut avoir sur sa santé. Dans ce cas-ci, les chercheurs étudiaient la schizophrénie pour déterminer si l’historique de la famille ainsi que la date de naissance pouvaient augmenter les chances de développer cette maladie (Mortensen et al., 1999). La conclusion de cette étude est que l’historique de la famille est le facteur le plus important, mais que le mois de naissance joue définitivement un rôle. Il y a plus de cas de schizophrénie chez les personnes nées en Février et Mars que chez les personnes nées en Août et Septembre. Quelques hypothèses permettent de mieux expliquer ce phénomène. Tout d’abord, la diminution de l’ensoleillement chez la mère pendant le deuxième trimestre de grossesse a un impact sur celle-ci, mais sur le développement du bébé aussi. Notamment, la quantité de mélatonine et la température corporelle peuvent varier chez le fœtus lorsque le cycle circadien de la mère est déréglé (Schwartz, 2011). Cela aura un impact sur le développement de l'hippocampe et sur la programmation du thermostat central chez l’humain. Ensuite, cela aura un effet sur les concentrations de dopamine, surtout une augmentation d’un relâchement phasique de la dopamine. Ceci est une lésion biochimique caractéristique chez les gens atteints de schizophrénie (Schwartz, 2011). Il ne s’agit que d'hypothèses qui se basent sur des principes de la chronobiologie et qui comportent plusieurs limitations.  Cependant, c’est une bonne piste de réflexion qui pourra mener à d’autres recherches plus approfondies dans le futur. C’est aussi une autre preuve qu’une variation dans le cycle circadien peut avoir plus d’impact sur notre santé mentale qu’on pourrait le croire.